# 国際戦略港湾
国際戦略港湾（こくさいせんりゃくこうわん）は、港湾法および「特定外貿埠頭の管理運営に関する法律」の一部を改正する法律によって、日本の港湾の国際競争力の強化を図ることを目的に、従来の特定重要港湾を廃止し、最上位の港格として新設したもの。旧・特定重要港湾23港のうち5港が指定され、それ以外の18港は国際拠点港湾へ移行した。

## 概要
日本の港湾は、埠頭の水深が浅く、パナマ運河を通行できるパナマックス船が貨物を満載状態で接岸できる港の整備が遅れている。そこで水深14メートルよりも深い大水深埠頭の整備を行い、その港を拠点に内航フィーダー船で地方港に輸送するという構想である。同時に港湾荷役業務の24時間化を実現し、国際競争力のある港を実現する計画である。
中華人民共和国やアジア各国の成長により、釜山港や上海港やシンガポール港など、アジア主要港のコンテナ取扱量および大型船入港対応やコスト面で、日本の港湾は完全に敗北した。そこで、対象となる港湾に対して集中的に投資を行う一方、内航フィーダーにより地方港から戦略港湾へ集荷を行い、日本港湾の国際競争力を高めていくのが目的である。
指定された港湾は、港湾工事に対する国の負担割合が増えたり、コンテナ埠頭等を体的に運営する「港湾運営会社制度」導入およびその港湾運営会社に対し無利子貸付が受けられるなどのメリットがある。

## 対象港湾
※カッコ内は港湾管理者/特定重要港湾指定年月日/国際戦略港湾指定年月日
- 関東
  - 東京港（東京都/1951年9月22日/2011年4月1日）
  - 横浜港（横浜市/1951年9月22日/2011年4月1日）
  - 川崎港（川崎市/1951年9月22日/2011年4月1日）
- 近畿
  - 大阪港（大阪市/1951年9月22日/2011年4月1日）
  - 神戸港（神戸市/1951年9月22日/2011年4月1日）

国際戦略港湾の指定に先立つ2010年8月6日に、当該港湾は京浜港（東京港、横浜港、川崎港）、阪神港（大阪港、神戸港）として国土交通省の「国際コンテナ戦略港湾（ハイパー中枢港湾）」に選定されている。